# Джариян-эль-Батна
Джариян-эль-Батна (араб. جريان الباطنة‎) — бывший самый крупный по площади муниципалитет Катара. В 2004 году территория была поделена между Эр-Райян и Эль-Вакра.
Воды Персидского залива омывают Джариян-эль-Батна с запада и с юго-востока. Муниципалитет находится на юге страны, поэтому является единственным, который граничит с иностранным государством: с провинцией Саудовской Аравии — Эш-Шаркийя. Внутри страны Джариян-эль-Батна граничит с муниципалитетами:
- Эль-Джумалия — на севере
- Эр-Райян — на северо-востоке
- Эль-Вакра — на востоке.